# Disgen
Disgen är ett svenskspråkigt datorprogram för släktforskning (genealogiprogram) som är utvecklat av Föreningen DIS och särskilt anpassat till svenska förhållanden. Det är gjort för Microsoft Windows. Disgen är ett släktforskningsprogram som utvecklas på ideell bas av släktforskare och för medlemmar i  Föreningen för datorhjälp i släktforskningen (DIS). För att köpa licens för programmet krävs medlemskap i Föreningen DIS.
Efter inledande försök med släktforskning på en Datasaab-dator, utvecklades den första versionen av Disgen till ABC80 och släpptes år 1982. Sedan dess har programmet skrivits om åtskilliga gånger och används numera huvudsakligen i Microsoft Windows men fungerar även med hjälp av Parallells på macOS. Nu skapas och utvecklas det med modern teknik efter släktforskande medlemmars önskemål.
Med hjälp av Disgen kan man samköra sina släktforskningsdata med andra släktforskare via databasen DISBYT, och med internationella databaser via GEDCOM-export.
Innehåller stöd för DNA släktforskning bland annat i form av olika listor, t.ex. N-männingslista, Ahnentafel, och andra utskrifter som kan vara användbara hjälpmedel för att kontrollera mot andra källor. Programmet möjliggör att skapa kopplingar mot ArkivDigital, Riksarkivet och andra valfria källor på Internet. Man kan också få ingång till digitala kyrkböcker på nätet via sökning i Dispos.
I senare versioner av programmet är stödet för kartor utbyggt och man kan lägga in underlagskartor som visar t.ex. var personer har bott eller flyttat genom tiden. Man kan visualisera en persons livshändelser med hjälp av Google Earth.
Programmet kan presentera forskningsdata på flera olika språk, via HTML-export eller olika typer av utskrifter.